# Laguna Huallatani
La Laguna Huallatani es un lago en los Andes de Bolivia, situado en la sección sur de la Cordillera Kimsa Cruz. Se encuentra a 4.939 m de altura al pie de los cerros Wallatani y San Luis (5.620 m), cerca de Jach'a Khunu Qullu y Wayna Khunu Qullu. Administrativamente se encuentra en el municipio de Quime de la provincia de Inquisivi en el departamento de La Paz.
Su nombre proviene del idioma aymara: wallata significa bola de nieve, bulto de nieve / ganso andino, -ni un sufijo para indicar propiedad, "el que tiene una bola de nieve", "el que tiene un bulto de nieve" o "el que tiene el Ganso andino".
Es el cuerpo de agua más alto en el que alguien haya navegado jamás, después de que Peter Williams, Brian Barrett, Gordon Siddeley y Keith Robinson lo hicieran el 19 de noviembre de 1977.